# Sito-museo gallo romano di Vesunna
Il sito-museo gallo-romano Vesunna è un museo civico archeologico collegato a un sito archeologico, di Périgueux, capoluogo del dipartimento francese della Dordogna, nella regione della Nuova Aquitania.

## Storia
I primi oggetti della collezione del museo furono radunati dal conte Wigrin de Taillefer, che aveva raccolto i blocchi antichi reimpiegati nelle mura di IV secolo della città e li aveva collocati nell'anfiteatro. Nel 1835 questa raccolta formò il primo nucleo del Museo archeologico dipartimentale, fondato nel 1835. Il museo si arricchì con gli scavi diretti da Charles Durand presso la Torre di Vésone agli inizi del Novecento e con i ritrovamenti dei lavori di rifacimento urbano.
Nel 1959, presso la "Torre di Vesumna furono scoperti i resti di una domus della città gallo-romana di Vesumna. La scoperta avvenne in occasione di sondaggi archeologici in preparazione della progettata costruzione di alloggi popolari: furono visti muri, decorati da dipinti, conservati per circa un metro di altezza. Al momento della scoperta la domus fu chiamata "villa des Bouquets", dal nome della via che gli scavi costeggiavano.

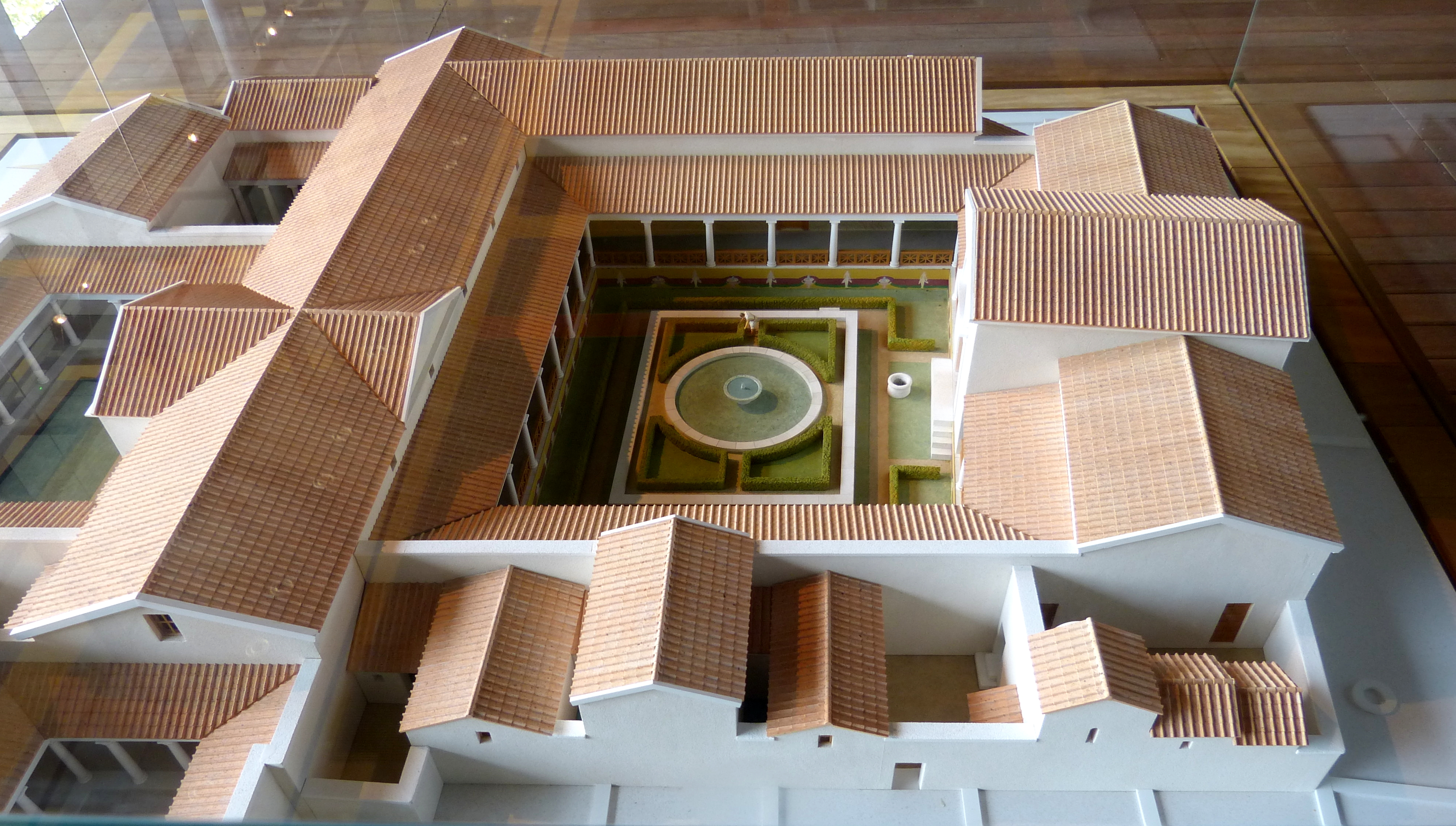
Modellino della domus di Vésone

### Campagne di scavo
In seguito a questo ritrovamento ci fu una serie di campagne di scavo:
- 1960-1968 (Claude Barrière e Max Sarradet): fu messa in luce la pianta della domus, costruita nel I secolo e ricostruita a metà del II a un livello più alto di 1 m. La domus comprendeva una cucina, un triclinio e delle terme private, organizzati intorno ad un giardino con vasca centrale. I resti della domus furono iscritti nella lista dei monumenti storici francesi nel 1963[2].
- 1973-1977 (Anne e Jean-Luc Tobie e Marc Gauthier): scavi nella parte nord e nella parte sud del sito, che mettono in luce rispettivamente un peristilio con bacino centrale e una grande sala da ricevimento. Sono rimessi in luce anche diversi pozzi e in uno situato ad est viene scoperta una pompa in legno.
- 1992-1995 (Claudine Girardy Caillat): sondaggi in vista della progettazione del museo, in particolare intorno ad una quercia e sulla zona in cui è prevista la costruzione di uno spesso muro.
- 1999-2000 (Luc Wozny): viene scavata la strada sul lato nord, che corrisponde al decumano massimo, rimettendo in luce l'entrata della domus.

### Creazione del museo
I primi progetti per la creazione di un museo, che contribuisse inoltre alla conservazione dei resti, furono formulati ancora prima della fine della prima campagna di scavo. Il consiglio municipale di Périgueux ne decise la costruzione nel 1992 e nel 1993 si svolse il concorso di architettura attraverso il quale fu scelto il progetto di Jean Nouvel. L'obiettivo del progetto è quello di proteggere i resti lasciandoli visibili per i visitatori. Il museo è stato inaugurato il 12 luglio del 2003.

## Descrizione

### Edificio del museo
Il tetto destinato a proteggere il sito archeologico è sostenuto da 14 pilastri di 9 m di altezza, che poggiano pali di un metro di lato a loro volta poggianti su micropali affondati in profondità nel terreno. Sul lato ovest un muro in cemento lungo 90 m serve da contrafforte.
Un patio si apre intorno ad un albero di quercia pluricentenario, mentre il muro occidentale e una barriera vegetale a sud nascondo alla vista le costruzioni moderne. Il museo comprende vetrine ed esposizione di oggetti, insieme a passerelle in legno su ossatura metallica che permettono la visita del sito.
Il museo ha pareti vetrate che permettono la vista delle mura di IV secolo e della torre di Vésone, Il tetto sporgente dell'edificio del museo protegge anche la casa Taillefer.

### Collezioni
All'ingresso è esposto un plastico della città antica di Vesumna nel II secolo, a cui seguono le decorazioni e le iscrizioni degli edifici pubblici cittadini, provenienti dalle mura del IV secolo e che sono disposte lungo il muro occidentale, insieme al mosaico del Foro e ai modellini del tempio, dell'anfiteatro e dell'acquedotto.
Sul secondo mezzanino sono presenti oggetti pertinenti al mondo funerario e in particolare le stele provenienti dal reimpiego nelle mura di IV secolo, a cui seguono le statue di soggetto religioso. Alcuni oggetti danno infine conto del tema del commercio.
Un modellino ricostruisce l'aspetto dalla domus alla fine del II secolo e gli oggetti sono disposti per nuclei tematici: l'acqua (pompa in legno da un pozzo della villa), la religione privata, il riscaldamento, il cibo, i giochi, la cura del corpo.
La visita alla domus si svolge intorno al giardino centrale, dove si conserva un affresco con fauna marina su fondo rosso bordeaux, della metà del II secolo.